# Семья Владимира Путина
Семья президента России Владимира Путина, занимавшего свой пост с 2000 по 2008 год и с 2012 года по настоящее время, происходит из русского крестьянства. Спиридон Иванович Путин (1879—1965) был поваром в Горках, его сын Владимир (1911—1999) участвовал в Великой Отечественной войне, внук Владимир (родился в 1952) сделал карьеру в КГБ и ФСБ, в 1999 году стал председателем правительства России, в 2000—2008 годах занимал должность президента страны, на которую вернулся в 2012 году.
В 1983 году Путин женился на Людмиле Александровне Шкребневой, родившей двух дочерей — Марию (1985) и Катерину (1986). К 2014 году этот брак был расторгнут.
Официальной информации о семье Владимира Путина крайне мало. Известно только, что обе дочери живут и работают в России, что к 2017 году у президента было двое внуков. Многие СМИ отождествляют Марию Путину с медиком-эндокринологом Марией Воронцовой, женой голландца Йоррита Йооста Фаассена, совладелицей компании «Номеко»;
как вторую дочь Путина предположительно идентифицируют Катерину Тихонову, жену миллиардера Кирилла Шамалова, главу фонда «Национальное интеллектуальное развитие» и компании «Иннопрактика».
Предположительно, Владимир Путин имеет также внебрачных детей: троих детей от гимнастки Алины Кабаевой; один ребенок рожден в Швейцарии в 2015 году, другие два близнеца — в 2019 году в Москве. Также, по данным издания «Проект», Путин имеет внебрачную дочь от бывшей уборщицы Светланы Кривоногих, ставшей после рождения дочери миллионершей.
В источниках фигурируют и другие родственники Владимира Путина, занявшие видное положение в разного рода бизнес-структурах. Это его двоюродный брат Игорь Александрович Путин (вице-президент и член правления бывшего «Мастер-банка»), двоюродные племянники Роман Игоревич Путин (председатель совета директоров ООО «Группа компаний МРТ», совладелец компании «МРТ-АВИА») и Михаил Шеломов. В 2022 году авторы одного из журналистских расследований назвали двоюродной племянницей Путина Анну Евгеньевну Цивилёву — владелицу крупной угледобывающей компании «Колмар», с июня 2024 г. заместителя министра обороны РФ, жену министра энергетики РФ и бывшего губернатора Кемеровской области Сергея Цивилёва.

## Происхождение
Путины и родственные им семьи (Шеломовы, Чурсановы, Буяновы, Фомины и другие) как минимум с XVII века были крестьянами Тверского уезда. Наиболее ранний известный предок Владимира Путина упомянут в 1627—1628 годах в писцовой книге этого уезда — это Яков Никитин, бобыль деревни Бородино прихода села Тургиново, вотчины боярина Ивана Никитича Романова (дяди царя Михаила Фёдоровича).
Дедом президента был Спиридон Иванович Путин (1879—1965), родившийся в деревне Поминово Тверского уезда Тверской губернии. В 12 лет его отдали «в поварское учение» в Тверской трактир, позже он попал в петербургский ресторан, женился на односельчанке Ольге Ивановне Чурсановой, работал кулинаром в «Астории» на Гороховой улице. Участвовал в Первой мировой войне, после революции, спасаясь от голода, вернулся с семьёй в Поминово, впоследствии переехал в Москву. Работал поваром в Горках, готовил для Надежды Крупской, Марии и Дмитрия Ульяновых до самой их смерти. В 1940 году стал старшим поваром пансионата Московского горкома партии «Ильичёвский» в селе Ильинском. Там кормил министра культуры Екатерину Фурцеву, первых секретарей Московского ГК Виктора Гришина и Ивана Капитонова, Никиту Хрущёва и его мать, работал до восьмидесяти лет.
Сын Спиридона Ивановича, Владимир Спиридонович Путин (1911—1999), родился в Поминове. В 1933—1934 годах он служил на подводном флоте, с июня 1941 года участвовал в Великой Отечественной войне. Сражался в составе 330-го стрелкового полка 86-й дивизии Красной армии, защищая Невский пятачок, был тяжело ранен осколком в левую голень и стопу (17 ноября 1941). Был награждён медалями «За боевые заслуги», «За оборону Ленинграда», «За победу над Германией». Член ВКП(б) с 1941 года. После войны работал мастером на заводе имени Егорова. В 1985 году был награждён орденом Отечественной войны 1-й степени.
Владимир Спиридонович был женат на Марии Ивановне Шеломовой (1911—1998), происходившей из деревни Заречье Тверского уезда Тверской губернии. Она работала на заводе, пережила самую тяжелую первую зиму блокады Ленинграда, в июле 1942 вместе с мужем была эвакуирована. Старшие сыновья Путиных: Альберт (умер до начала Великой Отечественной войны) и Виктор (1940—1942) — умер во время блокады, а в 1952 году родился ещё один сын — Владимир. Он окончил юридический факультет Ленинградского университета, с 1977 года работал в КГБ, в 1999 году возглавил правительство России, а в 2000 году стал президентом.
Родители Владимира Путина, Владимир Спиридонович Путин (1911—1999) и Мария Ивановна Путина (1911—1998) похоронены на Серафимовском кладбище в Санкт-Петербурге. В октябре 2022 года могила была осквернена — у захоронения оставили записку со словами: «Родители маньяка, заберите его к себе, от него столько боли и бед, весь мир молит о его смерти... Вы вырастили урода и убийцу».
23 марта 2025 года в немецком журнале Bild вышла статья за авторством Юлиана Рёпке, где сообщалось, что хакеры взломали компьютер двоюродного племянника – Михаила Путина – и получили его анализ ДНК, сделанный в 2023 году компанией Genotek. Согласно исследованию Genotek, Михаил Путин относится к редкой для России мужской Y-гаплогруппе E-V13. Эта гаплогруппа наиболее распространена на Балканах, в частности в Косово. В России она встречается гораздо реже – менее чем у 5% мужского населения. Поскольку Михаил Путин связан кровным родством по прямой мужской линии с Владимиром Путиным, то сам Владимир Путин, и все его предки, и потомки, по прямой мужской линии – скорее всего также принадлежат к этой гаплогруппе.

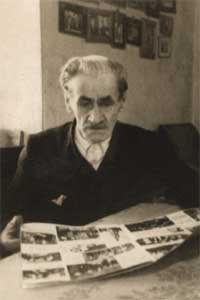
Спиридон Иванович Путин (1879—1965), дед Владимира Путина
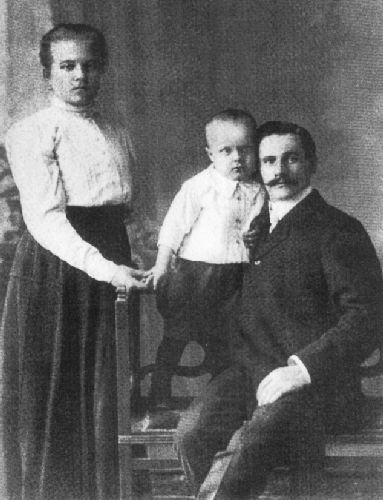
Дед и бабушка Владимира Путина, Спиридон Иванович и Ольга Ивановна Путины, с сыном Николаем, 1910 год
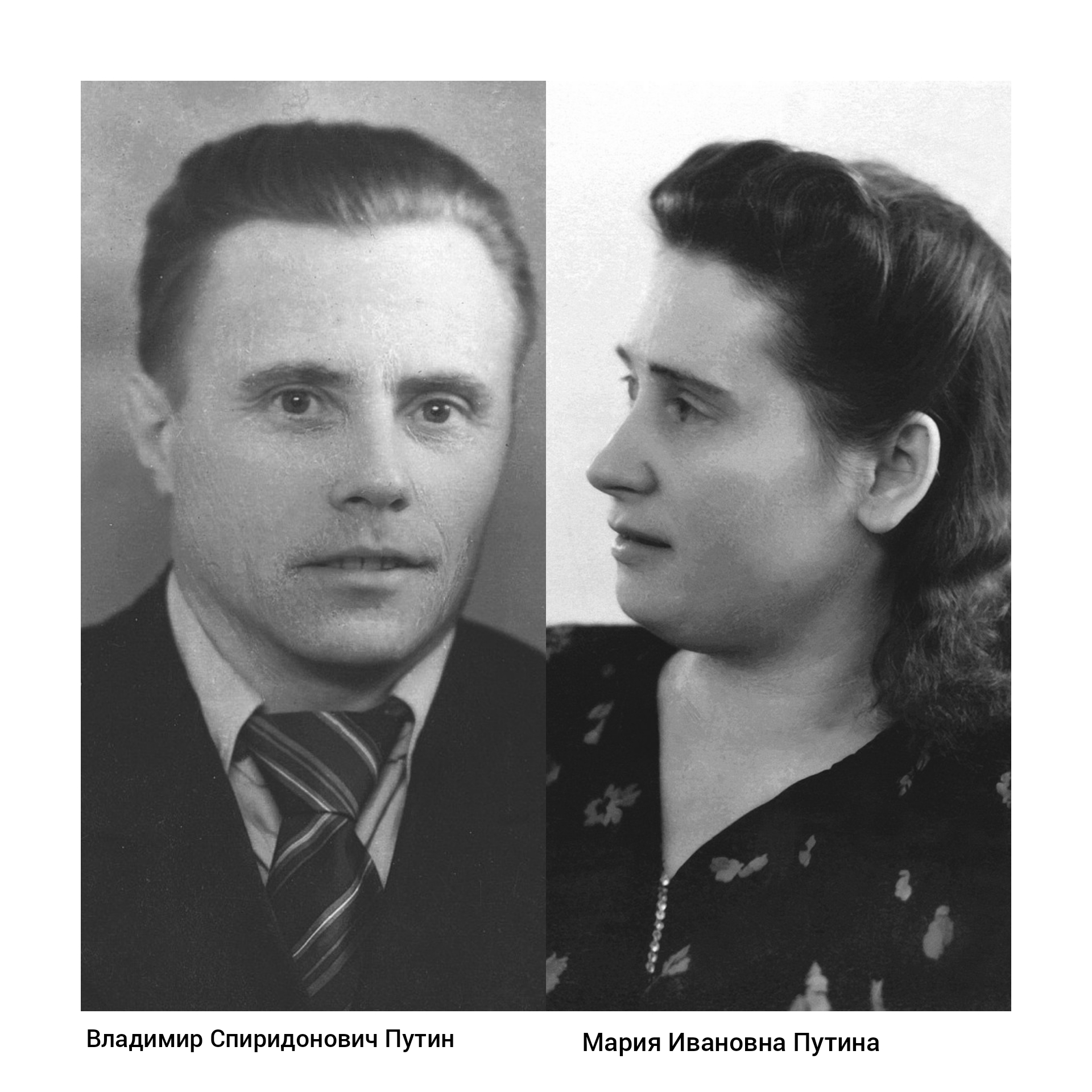
Родители Владимира Путина: Владимир Спиридонович Путин (1911—1999) и Мария Ивановна Путина (1911—1998)
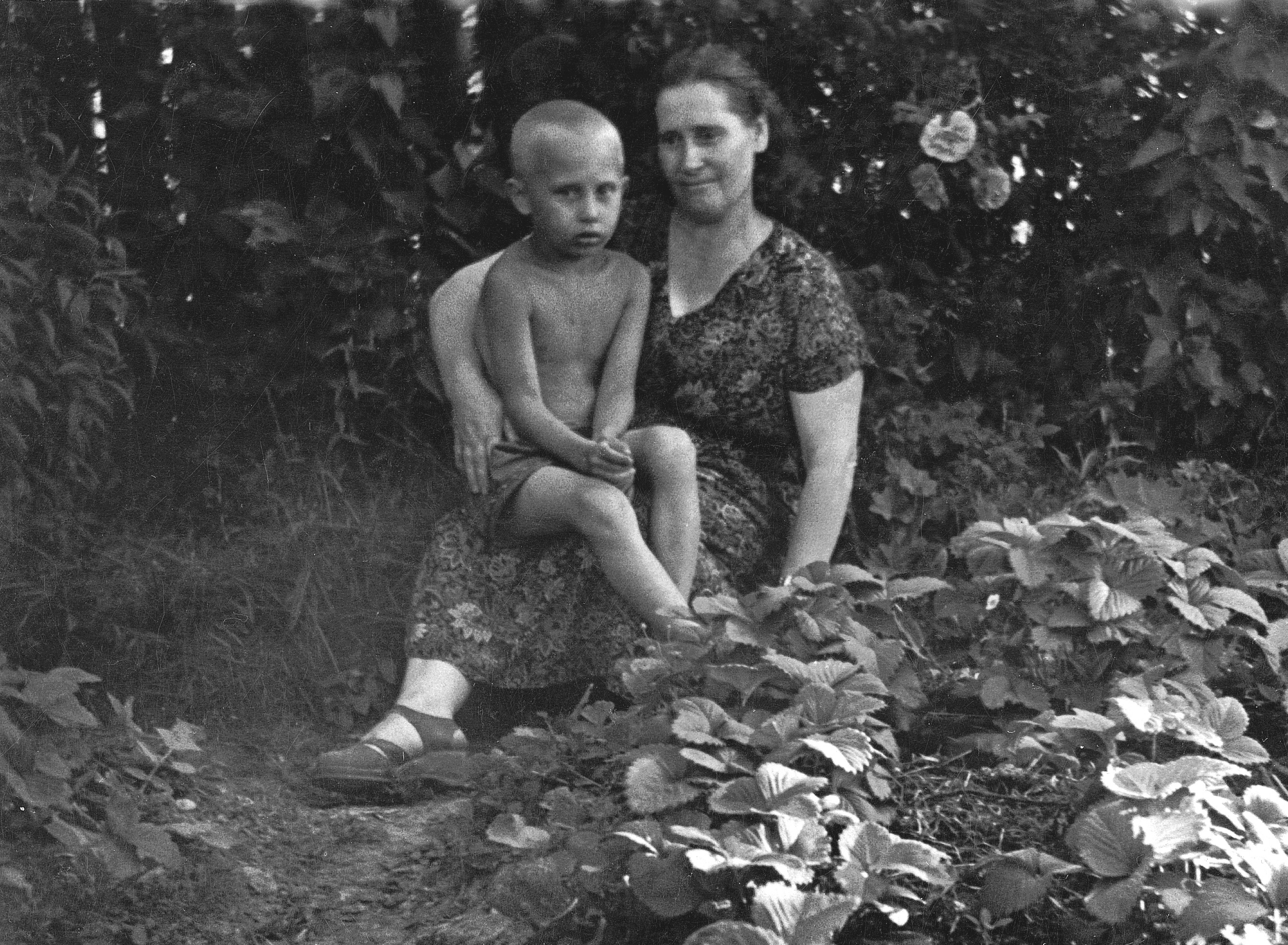
Владимир Путин в детстве со своей мамой Марией Ивановной Путиной
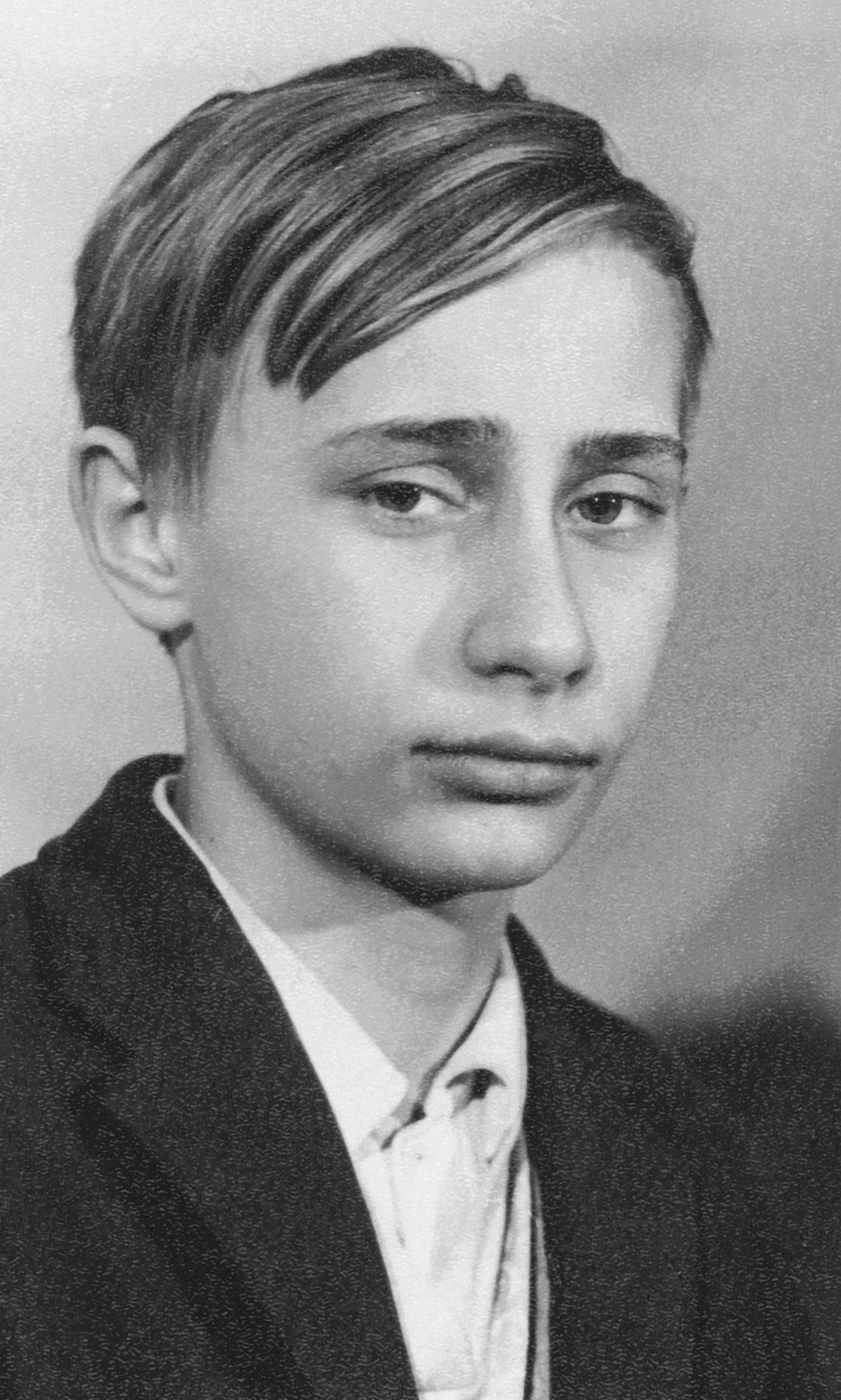
Путин в детстве

## Брак Владимира Путина

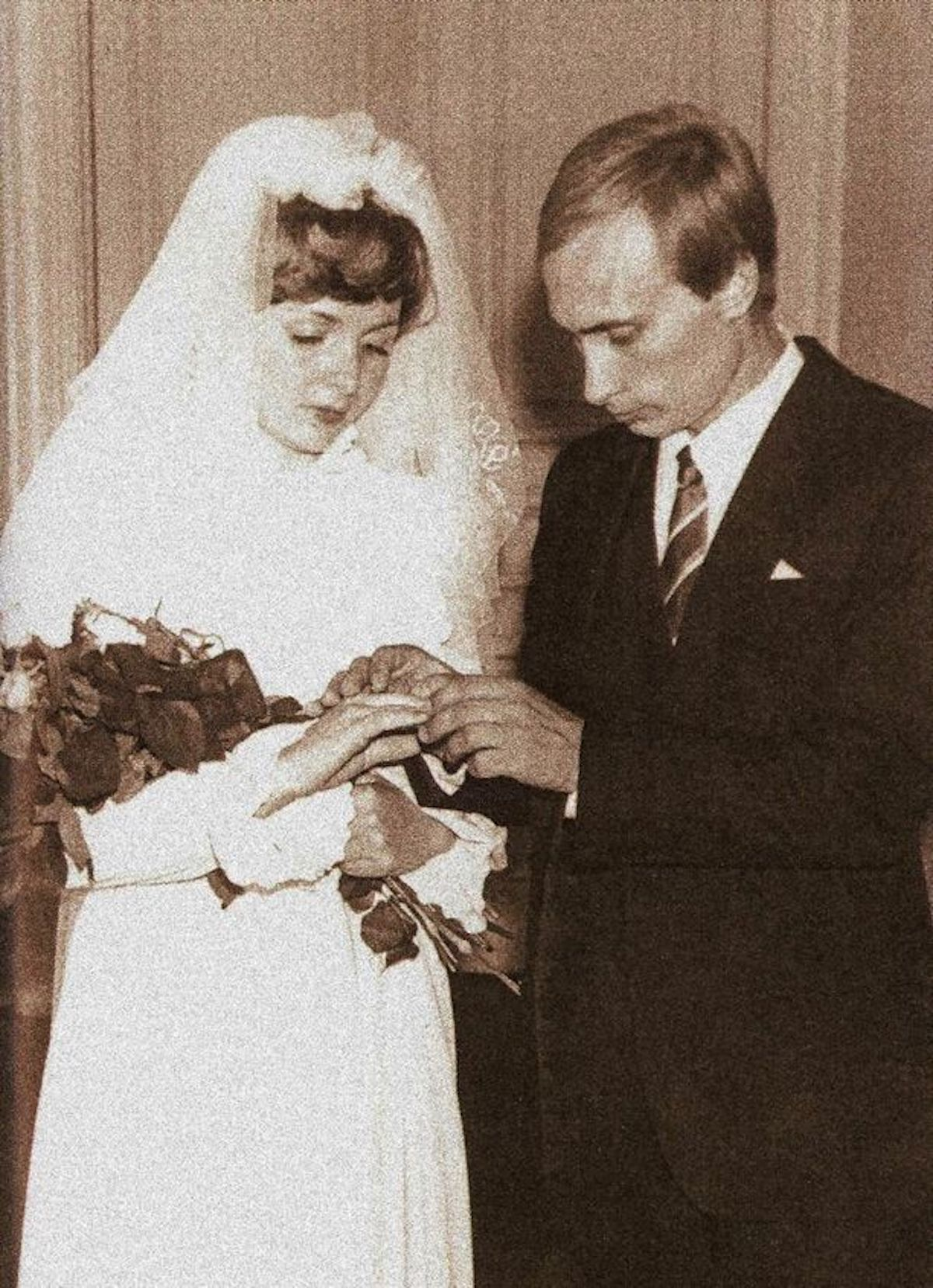
Свадьба Путиных, 1983 год

В 1983 году Владимир Владимирович Путин женился на Людмиле Александровне Шкребневой (впоследствии выпускнице филологического факультета Ленинградского университета, преподавательнице немецкого языка). В 1985 году в этой семье родилась дочь Мария, в 1986 — дочь Катерина (обеих назвали в честь бабушек). Они учились в петербургской частной гимназии Петришуле (нем. Petrischule) с углублённым изучением немецкого языка, затем в течение двух лет — в Москве в школе имени Гааза при посольстве Германии. С 2000 года в целях безопасности полностью перешли на домашнее обучение. Известно об их занятиях фитнесом и ушу, а также языками — они свободно владеют английским, немецким, французским, а Катерина знает ещё и корейский.

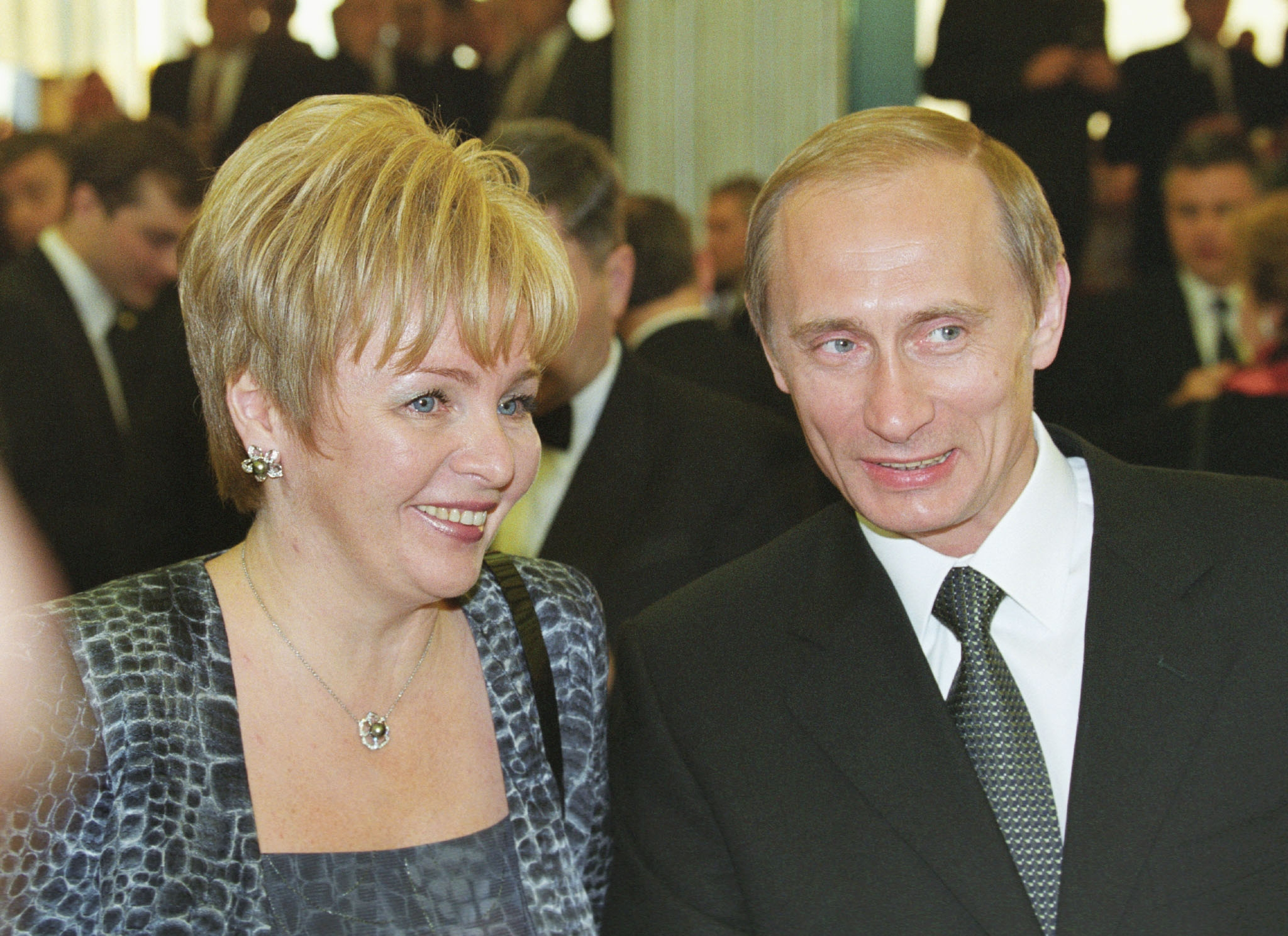
Владимир и Людмила Путины, 2000 год

В 2003 году дочери Путина поступили в Санкт-Петербургский университет: Мария на биолого-почвенный факультет, Катерина — на Восточный, на кафедру истории стран Дальнего Востока. Дипломы они получили в МГУ. Неприкосновенность частной жизни дочерей Путина тщательно охраняется, публиковалась версия, что если они числились в вузе, то не под своими фамилиями. 20 декабря 2012 года, реагируя на пресс-конференции на прямой вопрос журналиста о том, есть ли у него внуки, Путин ушёл от ответа, заявив, что стране вряд ли нужно это знать, но сказал, что обе его дочери находятся в Москве, «учатся и отчасти работают».
Согласно распространённой в западных и российских СМИ информации, Мария Путина замужем за голландцем Йорритом Йоостом Фаассеном, бизнесменом, бывшим топ-менеджером Газпромбанка и российской консалтинговой группы «МЭФ аудит». В СМИ сообщалось, что некоторое время Мария проживала в нидерландском городе Ворсхотен, однако Путин в 2015 году утверждал, что ни одна из его дочерей никогда не жила за границей. По состоянию на 2015 год Мария Фаассен — выпускница факультета фундаментальной медицины МГУ (по данным «The New Times», училась как Мария Владимировна Воронцова), кандидат медицинских наук, специалист в области эндокринологии. Соавтор научного исследования на тему «Состояние антиоксидантной системы крови у пациентов с акромегалией». Является сотрудником Эндокринологического научного центра в Москве, участвует в благотворительном проекте фонда «Альфа-Эндо», финансируемом «Альфа-Групп», цель которого — помощь детям с заболеваниями эндокринной системы. Совладелица компании Номеко, участвующей в реализации крупнейшего в российском здравоохранении частного инвестиционного проекта по борьбе с раком; его стоимость оценивается в 40 млрд рублей.
По данным СМИ, Катерина под фамилией Тихонова (отчество «Тихоновна» имела её бабушка по материнской линии) с февраля 2013 года до января 2018 года была замужем за Кириллом Шамаловым — сыном Николая Шамалова, совладельца банка «Россия», товарища Путина по кооперативу «Озеро». Катерина возглавляет Фонд «Национальное интеллектуальное развитие» и компанию «Иннопрактика», совместно с МГУ осуществляет девелоперский проект на Воробьёвых горах стоимостью 1,7 млрд долларов. Кандидат физико-математических наук (2019). Одним из двух научных руководителей Тихоновой был ректор МГУ Виктор Садовничий. Агентствам Reuters и Bloomberg источники, близкие к руководству университета, на условиях анонимности подтвердили, что Тихонова приходится Путину дочерью. Отвечая журналистам на вопрос о родстве с Тихоновой, Путин данный факт не подтвердил, но и не опровергал.
По опубликованным данным, 15 августа 2012 года в Москве у Марии родился сын. Факт рождения внука Путина подтвердил в 2014 году и его давний друг, музыкант Сергей Ролдугин. Наконец, в июне 2017 года Путин в одном из интервью Оливеру Стоуну для его документального фильма «The Putin Interviews» подтвердил, что у него есть внуки. Во время «Прямой линии» 15 июня 2017 года Владимир Путин сказал, что у него недавно родился второй внук.
В 2013 году стало известно, что Владимир и Людмила Путины развелись. Людмила позже вышла замуж за бизнесмена Артура Очеретного.

## Другие члены семьи
Известно, что у Владимира Спиридоновича было шестеро братьев. Сын одного из них (и, соответственно, двоюродный брат президента Путина) — Игорь Александрович Путин (род. 1953). По образованию он инженер и юрист, 24 года прослужил в армии, затем работал на госслужбе, в 2013 году стал вице-президентом и членом правления «Мастер-банка».
Сын Игоря Александровича, Роман Игоревич Путин (род. 1977), стал председателем совета директоров ООО «Группа компаний МРТ», совладельцем компании «МРТ-АВИА». С июля по ноябрь 2020 года он возглавлял партию «Народ против коррупции», в декабре 2020 года учредил и возглавил партию «Россия без коррупции». Выдвигал свою кандидатуру по 214-му избирательному округу Санкт-Петербурга на парламентских выборах 2021 года, но в итоге снял её, как он выразился, «по рекомендации уважаемого мною человека». Как минимум до 2013 года владел офшором Infinite Capital Corp, зарегистрированным на Сейшельских островах.
Двоюродным племянником по женской линии президенту Путину приходится Михаил Шеломов. С 2000-х годов до 2017 года он работал главным специалистом в петербургском офисе «Совкомфлота». Через дочерние компании владеет 8,4 % акций банка «Россия», 12,47 % «Согаз» (с 2004 года), 100 % «СОГАЗ-недвижимость» (с 2009 года) и 50 % компании «Игора драйв», строившей автогоночную трассу недалеко от горнолыжного курорта Игора под Петербургом. Согласно опубликованному в сентябре 2017 года расследованию OCCRP «Путин и посредники», Михаил Шеломов входит в ближний круг президента из 21 человека и за последние несколько лет приобрёл активы на 573 млн долл., а по итогам 2016 года получил 2,04 млрд руб. чистой прибыли (более 5,5 млн руб. в день).
У Владимира Путина был двоюродный брат по отцовской линии Евгений Михайлович Путин (февраль 1933 — март 2024). В период с 1970 по 1990 годы лечил пациентов, занимая позицию ведущего уролога в Иваново. Впоследствии переехал к своему сыну в Суздаль. В марте 2024 года стало известно о смерти Евгения Путина. Он был похоронен 10 марта. Дочь Евгения Михайловича — российский государственный и общественный деятель Анна Евгеньевна Цивилёва (род. 1972).

## Сообщения о неофициальной семье
Журналисты издания «Проект» утверждали, что Путин состоял в связи со студенткой Светланой Кривоногих, которая родила в 2003 году дочь Елизавету Владимировну (известную также как «Луиза Розова»), обладающую внешним сходством с Путиным. В расследовании отмечается, что после окончания университета в 2000 году простая студентка вошла в капитал нескольких крупных компаний и стала владельцем 2,8 % доли в банке «Россия», которым руководит друг Путина Юрий Ковальчук. Пресс-секретарь Путина Дмитрий Песков назвал публикацию малоубедительной и несерьёзной, отказавшись от комментариев по сути. В феврале 2023 года Великобритания ввела санкции против Светланы Кривоногих как акционера банка «Россия» и Национальной Медиа Группы.
По данным неназванного источника швейцарской газеты Tages-Anzeiger, у Алины Кабаевой есть двое сыновей от Путина. Первый родился в 2015 году в клинике «Сант Анна» в кантоне Тичино, второй — в Москве в 2019 году. Сообщения об отношениях Путина и Кабаевой впервые появились в газете «Московский корреспондент» в 2008 году; вскоре после этого газета была закрыта.